# NGC 6871
NGC 6871 ist ein offener Sternhaufen vom Trumpler-Typ IV3p im Sternbild Schwan am Nordsternhimmel. Er hat einen Durchmesser von 30 Bogenminuten und eine scheinbare Helligkeit von 5,2 mag. Der Haufen ist rund 5.000 Lichtjahre vom Sonnensystem entfernt, sein Alter wird auf 9 Millionen Jahre geschätzt.
Das Objekt wurde im Jahre 1783 von William Herschel entdeckt.